# Palaiargia carnifex
Palaiargia carnifex là một loài chuồn chuồn kim trong họ Coenagrionidae.
Palaiargia carnifex được Lieftinck miêu tả khoa học năm 1932.